# Eskil Vogt
Eskil Vogt, född 1974 i Oslo, är en norsk manusförfattare och filmregissör. Han är utbildad vid Universitetet i Oslo och den franska filmskolan La Fémis, där han gick regilinjen. Efter några väl mottagna kortfilmer slog han igenom som manusförfattare åt Joachim Triers film Repris från 2006, för vilken han fick Amandapriset för bästa manus. Samarbetet med Trier fortsatte i Oslo, 31 augusti från 2011, där Vogt skrev manus efter Pierre Drieu la Rochelles roman Tag mitt liv. För sin första långfilm som regissör, Blind från 2014, fick han manuspriset vid Sundance Film Festival och Amandapriset för bästa regi.

## Filmer
- Still (2001), manus, kortfilm
- Procter (2002), manus, kortfilm
- Une étreinte (2003), manus och regi, kortfilm
- Les étrangers (2004), manus och regi, kortfilm
- Repris (2006), manus
- Oslo, 31 augusti (2011), manus
- Blind (2014), manus och regi
- Louder than bombs (2015), manus